# تشيلينيا (فليكا كلادوشا)
تشيلينيا (السيريلية : Челиња) هي قرية في البوسنة والهرسك. وهي تقع في بلدية فليكا كلادوشا التابعة لكانتون يونا-سانا في اتحاد البوسنة والهرسك. طبقا لنتائج التعداد السكاني للبوسنة عام 2013، فقد كان عدد سكانها 748 نسمة.

## التركيبة السكانية

### التطور التاريخي للسكان
| 1961 | 1971 | 1981 | 1991 | 2013 |
| ---- | ---- | ---- | ---- | ---- |
| 591  | 658  | 788  | 896  | 748  |

## وصلات خارجية
- (بالإنجليزية) Maplandia